# Harry Potter i Książę Półkrwi (film)
Harry Potter i Książę Półkrwi (ang. Harry Potter and the Half-Blood Prince) – amerykańsko-brytyjski film, którego premiera odbyła się 15 lipca 2009 (polska premiera 24 lipca 2009), wyreżyserowany przez Davida Yatesa, oparty na książce J.K. Rowling o tym samym tytule. W filmie występują, tak jak we wcześniejszych częściach: Daniel Radcliffe jako Harry Potter, Emma Watson jako Hermiona Granger i Rupert Grint jako Ron Weasley.
Film został zadedykowany brutalnie zamordowanemu Robertowi Knoxowi, odtwórcy roli Marcusa Belby'ego.
Serwis Rotten Tomatoes przyznał mu wynik 83%.

## Fabuła
Śmierciożercy na czele z Bellatriks Lestrange i Fenrirem Greybackiem terroryzują świat mugoli i czarodziejów. Nigdzie już nie jest bezpiecznie, nawet w Hogwarcie. Harry domyśla się, iż niebezpieczeństwo znajduje się poza murami zamku. Dumbledore, czując zbliżającą się ostateczną bitwę, skupia swą uwagę na przygotowaniu Harry’ego do walki z Czarnym Panem, do której dojdzie prędzej czy później. Wspólnie poszukują słabego punktu Voldemorta, czegoś, co będzie kluczem, by zwiększyć szanse Harry’ego. Dyrektor rekrutuje swojego starego dobrego kolegę i przyjaciela – profesora Horacego Slughorna, który, mimo iż ceni spokój i ciszę, posiada bardzo istotne informacje. Harry odkrywa w sobie coraz większy pociąg do Ginny, która jednocześnie zdaje sobie sprawę z istnienia Deana Thomasa. Lavender Brown czuje, że tym jednym jedynym jest Ron, ale mimo wszystko odpuszcza sobie stosowanie takich „prymitywnych” metod jak czekoladki Romildy Vane. Jest również zdominowana przez zazdrość Hermiona, zdeterminowana w tym, co robi, by nie ukazać swych prawdziwych uczuć. Tylko jeden uczeń pozostaje powściągliwy – Draco Malfoy. Miłość wisi w powietrzu, jednak na pierwszym planie dominuje tragedia. Hogwart może już nie pozostać taki sam, jak kiedyś.

## Obsada
| Postać | Aktor                    | Polski dubbing         |
| --- | ------------------------ | ---------------------- |
| Harry Potter | Daniel Radcliffe         | Jonasz Tołopiło        |
| Ron Weasley | Rupert Grint             | Marcin Łabno           |
| Hermiona Granger | Emma Watson              | Joanna Kudelska        |
| Albus Dumbledore | Michael Gambon           | Wojciech Duryasz       |
| Minerwa McGonagall | Maggie Smith             | Wiesława Mazurkiewicz  |
| Severus Snape | Alan Rickman             | Mariusz Benoit         |
| Rubeus Hagrid | Robbie Coltrane          | Andrzej Blumenfeld     |
| Bellatriks Lestrange | Helena Bonham Carter     | Dorota Segda           |
| Horacy Slughorn | Jim Broadbent            | Aleksander Mikołajczak |
| Molly Weasley | Julie Walters            | Joanna Jędryka         |
| Artur Weasley | Mark Williams            | Leon Charewicz         |
| Remus Lupin | David Thewlis            | Piotr Polk             |
| Draco Malfoy | Tom Felton               | Aleksander Czyż        |
| Neville Longbottom | Matthew Lewis            | Krzysztof Królak       |
| Luna Lovegood | Evanna Lynch             | Delfina Zielińska      |
| Fred Weasley | James Phelps             | Jakub Truszczyński     |
| George Weasley | Oliver Phelps            | Jakub Truszczyński     |
| Ginny Weasley | Bonnie Wright            | Zuzanna Galia          |
| Nimfadora Tonks | Natalia Tena             | Monika Węgiel          |
| Argus Filch | David Bradley            | Jacek Czyż             |
| Filius Flitwick | Warwick Davis            | Mieczysław Morański    |
| Narcyza Malfoy | Helen McCrory            | Joanna Jeżewska        |
| Lavender Brown | Jessie Cave              | Nieznana aktorka       |
| Fenrir Greyback | Dave Legeno              | Nieznany aktor         |
| Peter Pettigrew | Timothy Spall            | –                      |
| Tom Riddle (w wieku 11 lat) | Hero Fiennes Tiffin      | Nieznany aktor         |
| Tom Riddle (w wieku 16 lat) | Frank Dillane            | Kajetan Lewandowski    |
| Marcus Belby | Robert Knox              | Nieznany aktor         |
| Cormac McLaggen | Freddie Stroma           | Marek Molak            |
| Poppy Pomfrey | Gemma Jones              | –                      |
| Seamus Finnigan | Devon Murray             | Franciszek Boberek     |
| Dean Thomas | Alfred Enoch             | Jan Boberek            |
| Katie Bell | Georgina Leonidas        | Joanna Pach            |
| Padma Patil | Afshan Azad              | –                      |
| Parvati Patil | Shefali Chowdhury        | –                      |
| Cho Chang | Katie Leung              | –                      |
| Leanne | Isabella Laughland       | Nieznana aktorka       |
| Romilda Vane | Anna Shaffer             | –                      |
| Pansy Parkinson | Scarlett Byrne           | Nieznana aktorka       |
| Vincent Crabbe | Jamie Waylett            | –                      |
| Gregory Goyle | Joshua Herdman           | –                      |
| Młody Lucjusz Malfoy | Tony Coburn              | –                      |
| Młody Regulus Black | Tom Moorcroft            | –                      |
| Blaise Zabini | Louis Cordice            | –                      |
| Alecto Carrow | Suzanne Toase            | –                      |
| Amycus Carrow | Ralph Ineson             | –                      |
| Nigel | William Melling          | –                      |
| Thorfinn Rowle | Rod Hunt                 | –                      |
| Corban Yaxley | Lord Johnpaul Castrianni | –                      |
| Pani Cole | Amelda Brown             | Nieznana aktorka       |
| Wersja polska: Studio Genetix Film Factory Reżyseria: Agnieszka Matysiak Dialogi polskie: Barbara Robaczewska Konsultacja literacka: Michał Kalicki Dźwięk i montaż: Zdzisław Zieliński Organizacja produkcji: Agnieszka Sokół i Róża Zielińska W pozostałych rolach: Weronika Nockowska, Miłosz Woźniak, Tomasz Błasiak (kelner na przyjęciu u Slughorna), Anna Szymańczyk, Zuzanna Lipiec, Radosław Popłonikowski, Piotr Rzymyszkiewicz, Jacek Poniński, Maciej Antoniak, Adam Rashwan, Dominika Figurska, Andrzej Gawroński, Maciej Gąsiorek, Aleksandra Grzelak, Józef Pawłowski, Anna Pietrzak, Adam Pluciński, Jolanta Wilk, Olga Wiśniewska, Karol Wiśniewski i inni. |                          |                        |